# Мунтяну, Франчиск
Франчи́ск Мунтя́ну (рум. Francisc Munteanu; 9 апреля 1924, Вецел, Румыния — 13 апреля 1993, Бухарест, Румыния) — румынский писатель, сценарист и кинорежиссёр.

## Биография
Литературной деятельностью начал заниматься с начала 1950-х годов. Автор повестей и романов. Многие произведения переведены на русский язык. С начала 1960-х годов работал в кино. Дважды снимал фильмы с советскими кинематографистами («Туннель» и «Песни моря»).

## Фильмография

### Сценарист
- 1959 — Мяч / Mingea (с Синишей Иветичем[рум.] и Андреем Блайером)
- 1959 — Волны Дуная / Valurile Dunării (с Титусом Поповичем)
- 1960 — Буря /  (с Титусом Поповичем)
- 1962 — В небе нет решёток / Cerul n-are gratii (по своему роману «Художник»)
- 1964 — Возраст любви / La vârsta dragostei
- 1964 — В четырёх шагах от бесконечности / La patru pași de infinit
- 1964 — Белая комната / Camera albă
- 1965 — По ту сторону заставы / Dincolo de barieră
- 1966 — Туннель / Tunelul (Румыния—СССР)
- 1967 — Небо начинается на третьем этаже / Cerul începe la etajul III (по своему роману)
- 1971 — Песни моря / Cîntecele mării (с Борисом Ласкиным, Румыния—СССР)
- 1972 — Любовь начнется в пятницу / Dragostea începe vineri
- 1973 — Святая Тереза и дьяволы / Sfînta Tereza și diavolii
- 1973 — Веснушчатый / Pistruiatul (сериал)
- 1973 — Любовь начинается в пятницу /
- 1974 — Клад на острове / Insula comorilor (сериал)
- 1975 — Бурные дни / Zile fierbinți
- 1976 — Рыжий / Roșcovanul
- 1978 — Мелодии, мелодии... / Melodii, melodii...
- 1979 — Побег / Evadarea
- 1980 — Трансильванцы на Диком Западе / Pruncul, petrolul și ardelenii (с Титусом Поповичем)
- 1980 — Операция «Конкордия» / Detașamentul 'Concordia'
- 1981 — Ана и «вор» / Ana și hoțul (в советском прокате «Жизнь начинается снова»)
- 1982 — Бухарестский паспорт / Buletin de București
- 1983 — Клочок неба / Un petic de cer
- 1985 — Брак с репетицией / Căsătorie cu repetiție
- 1990 — Огненная корона / Coroana de foc

### Режиссёр
- 1960 — Солдаты в гражданской одежде / Soldați fără uniformă
- 1961 — Новый путь / Drum nou
- 1962 — В небе нет решёток / Cerul n-are gratii
- 1964 — Возраст любви / La vârsta dragostei
- 1964 — В четырёх шагах от бесконечности / La patru pași de infinit
- 1965 — По ту сторону заставы / Dincolo de barieră
- 1966 — Туннель / Tunelul (Румыния—СССР)
- 1967 — Небо начинается на третьем этаже / Cerul începe la etajul III
- 1971 — Песни моря / Cîntecele mării (Румыния—СССР)
- 1973 — Святая Тереза и дьяволы / Sfînta Tereza și diavolii
- 1973 — Веснушчатый / Pistruiatul (сериал)
- 1976 — Рыжий / Roșcovanul
- 1978 — Мелодии, мелодии... / Melodii, melodii...
- 1980 — Операция «Конкордия» / Detașamentul 'Concordia'
- 1983 — Клочок неба / Un petic de cer
- 1985 — Опасный полет / Zbor periculos
- 1985 — Сентиментальное лето / Vară sentimentală
- 1987 — Воскресенье в семье / Duminică în familie

## Сочинения
- «Ленца» (1954)
- «В городе над Мурешем» (1954)
- «Статуи никогда не смеются» (1957)
- «Гостиница Тристеце» (1957)
- «Небо начинается с третьего этажа» (1958)
- «Терра ди Сиена» (1962)
- «Куда?» (1970)

### Издания на русском языке
- Мунтяну, Франчиск. Статуи никогда не смеются (Пер. с рум. П. Быстров). — М., «Иностранная литература», 1962.
- Мунтяну, Франчиск. // «Иностранная литература», 1964, № 8